# Лабе (град)
Вижте пояснителната страница за други значения на Лабе.
Лабѐ (на френски: Labé) е град в Централна Гвинея. Административен център на регион Лабе и префектура Лабе. Населението на града през 2014 година е 141 377 души.

## Личности

### Родени в града
- Сирадиу Диало (1936 – 2004), гвинейски политик и журналист